# Taquaritinga
Taquaritinga es una ciudad en el norte de la zona central del Estado de São Paulo, Brasil. Cuenta con alrededor de 92 416 habitantes (2000), más del 90 % de ellos viven en la zona urbana.
La población está constituida fundamentalmente por descendientes de europeos (italianos, españoles, portugueses). Afro-brasileños, japoneses y brasileños componen los grupos minoritarios más importantes.
El clima es tropical de altitud seco con inviernos templados y calientes de verano lluvioso. 
La economía de la ciudad se basa en la agroindustria (caña de azúcar, naranja, limón, y frutas) y los servicios.
La ciudad tiene una antigua y famosa escuela de música regional (Conservatorio Santa Cecília), una Escuela Técnica Estatal (ETE), y tres universidades. La más importante de ellas, FATEC, es un centro público con cursos sobre tecnología.
El club de fútbol del municipio es el Club Atlético Taquaritinga, fundado en 1942. Juega sus partidos como local en el Estadio Municipal Adail Nunes da Silva, conocido coloquialmente como «Taquarão», que tiene una capacidad máxima de aproximadamente 20 000 personas.